# Achiel Bruneel
Achiel Bruneel, född den 19 oktober 1918 i Herenthout, död den 5 juni 2008 i Antwerpen, var en belgisk bancyklist som vann 12 sexdagarslopp under karriären (1940–1954).

## Meriter

### Europamästerskap ("Vintermästerskapen")[1]
| 1948/1949 2:a i madison med Camile Dekuysscher 1949/1950 2:a i madison med Guy Lapébie | 1952/1953 3:a i madison med Arsène Rijckaert 1953/1954 3:a i madison med Lucien Acou |

### Sexdagarslopp
| 1939/1940 2:a i Antwerpens sexdagars (feb.) med Roger Deneef 2:a i Bryssels sexdagars (mar.) med Jef Scherens 1945/1946 3:a i Paris sexdagars (mar.) med Omer De Bruycker 1946/1947 Vinnare av Antwerpens sexdagars (feb.) med Omer De Bruycker Vinnare av Paris sexdagars (mar.) med Robert Naeye 1947/1948 Vinnare av Gents sexdagars (feb./mar.) med Camile Dekuysscher 1948/1949 Vinnare av Paris sexdagars (mar.) med Guy Lapébie 2:a i Bryssels sexdagars (nov.) med Camile Dekuysscher 1949/1950 Vinnare av Antwerpens sexdagars (feb.) med Rik Van Steenbergen Vinnare av Saint-Étiennes sexdagars (mar./apr.) med Guy Lapébie 2:a i Paris sexdagars (mar.) med Guy Lapébie 3:a i Gents sexdagars (feb.) med Albert Bruylandt | 1950/1951 Vinnare av Bryssels sexdagars (nov.) med Jozef De Beuckelaer 2:a i Gents sexdagars (feb.) med Rik Van Steenbergen 2:a i Paris sexdagars (feb./mar.) med Jozef De Beuckelaer 3:a i Antwerpens sexdagars (feb) med Jozef De Beuckelaer 1951/1952 Vinnare av Paris sexdagars (mar.) med Rik Van Steenbergen 2:a i Antwerpens sexdagars (feb.) med Rik Van Steenbergen 1952/1953 Vinnare av Bryssels sexdagars (nov.) med Lucien Acou Vinnare av Antwerpens sexdagars (feb.) med Oscar Plattner Vinnare av Gents sexdagars (jan./feb.) med Arsène Rijckaert 2:a i Paris sexdagars (mar.) med Rik Van Steenbergen 1953/1954 2:a i Gents sexdagars (feb.) med Lucien Acou 3:a i Köpenhamns sexdagars (dec.) med Lucien Acou 1954/1955 Vinnare av Dortmunds sexdagars (okt./nov.) med Lucien Acou |

| 1946/1947 Vinnare av Prix Raynaud-Dayen med Omer De Bruycker 1950/1951 Vinnare av Prix Dupré-Lapize med Jozef De Beuckelaer 1952/1953 2:a i Prix Goullet-Fogler med Rik Van Steenbergen | 1938 Vinnare av etapp 5 i Belgien runt för amatörer 4:a i linjelopp för amatörer vid Världsmästerskapen |